# Godfall
Godfall ist ein Action-Rollenspiel, entwickelt von Counterplay Games und veröffentlicht von Gearbox Publishing. Das Spiel wurde für PlayStation 5 und Windows am 12. November 2020 veröffentlicht. Es wurde auch für die PlayStation 4 am 10. August 2021 veröffentlicht. Eine erweiterte Version des Spiels, die alle bis dahin herunterladbaren Inhalte enthält, mit dem Titel Godfall: Ultimate Edition, wurde am 7. April 2022 für PlayStation 4, PlayStation 5, Windows, Xbox One und Xbox Series X/S veröffentlicht und erhielt von Kritikern gemischte Kritiken.

## Gameplay
Das Spiel ist in einem High-Fantasy-Setting angesiedelt, das in die Reiche Erde, Wasser und Luft aufgeteilt ist, wo der Spieler die Rolle eines der letzten erhabenen Ritterordens übernimmt, um ein großes apokalyptisches Ereignis zu verhindern. Der Spieler hat 5 Waffenklassen zur Auswahl, je nachdem, welche seiner Rüstungssets, die Valorplates, er ausrüstet. Zu diesen Waffenklassen gehören das Langschwert, die Doppelklinge, der Stab, der zweihändige Kriegshammer und das zweihändige Großschwert. Zusätzliche Valorplates und Augments können ausgerüstet werden, um die Spielweise dieser Charakterklasse anzupassen. Das Spiel unterstützt Einzelspieler und bis zu drei Spieler im kooperativen Modus.

## Vermarktung und Veröffentlichung
Godfall wurde im Dezember 2019 bei den The Game Awards angekündigt, wo es als Launchtitel der PlayStation 5 bestätigt wurde. Das Spiel wurde mit der Unreal Engine 4 entwickelt.
Auf der Pressekonferenz der E3 2021 gab Gearbox bekannt, dass Godfall am 10. August 2021 für die PlayStation 4 erscheinen wird. Es wurde zusammen mit einer Erweiterung namens Fire and Darkness veröffentlicht.